# Пасицели (Балтська міська громада)
Пасице́ли — село у складі Балтської міської громади у Подільському районі, Одеська область.
Розташоване за 12 км від центру громади — міста Балта, на самому півдні громади. На півночі межує з селом Білине.
В селі є середня і восьмирічна школи, будинок культури (на 300 місць) та клуб, 2 бібліотеки. Функціонує лікарня (на 25 ліжок) та ФАП, 2 дитсадочки, 2 їдальні, два відділення поштового зв'язку з двома ощадкасами. 12 магазинів, 2 млини, 2 олійні, лісопильня. Дві церкви — Свято-Миколаївська та Свято-Казанська (скит Покровського Балтсько-Феодосіївського монастиря).

## Галерея

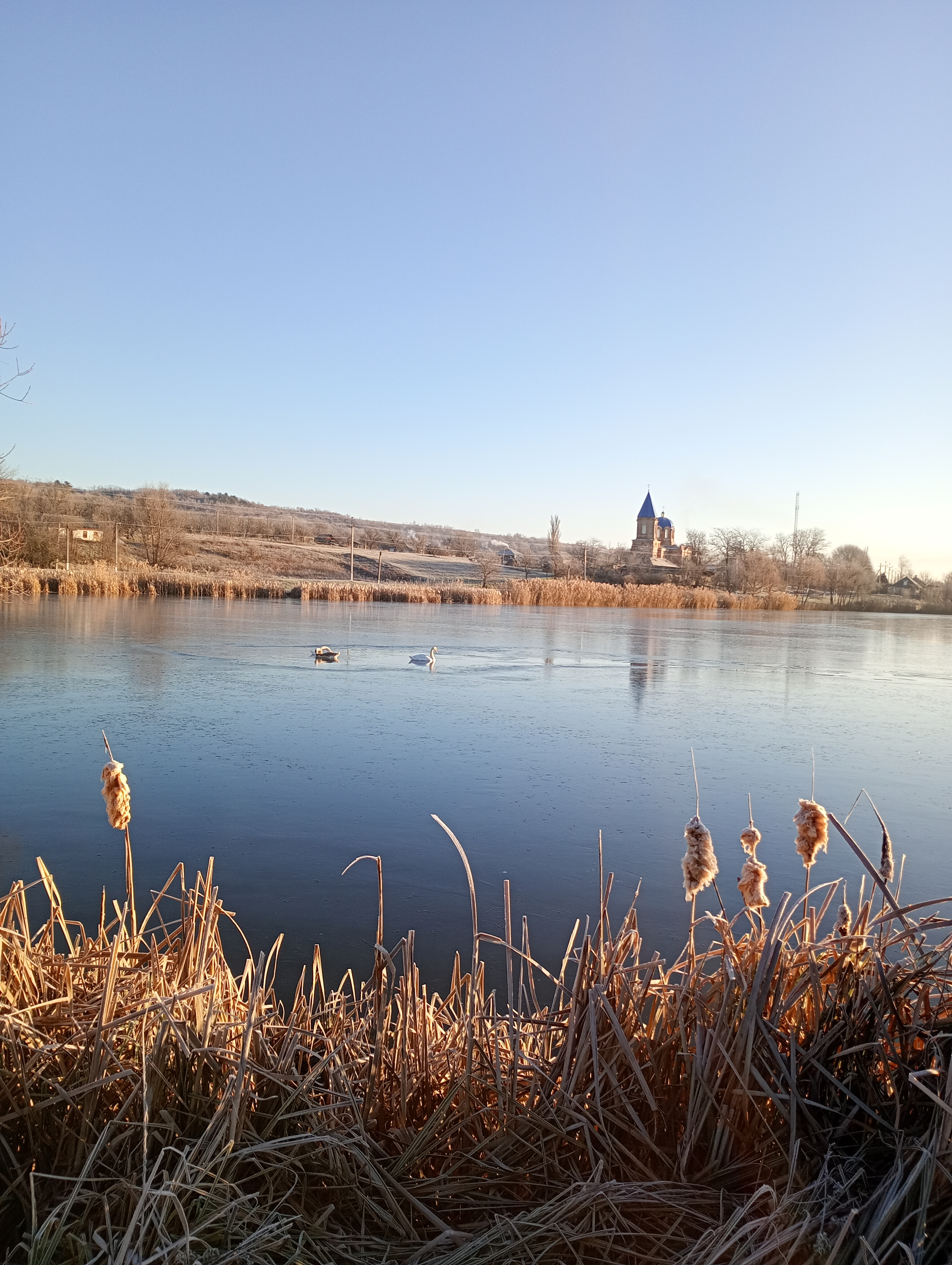
Псицели
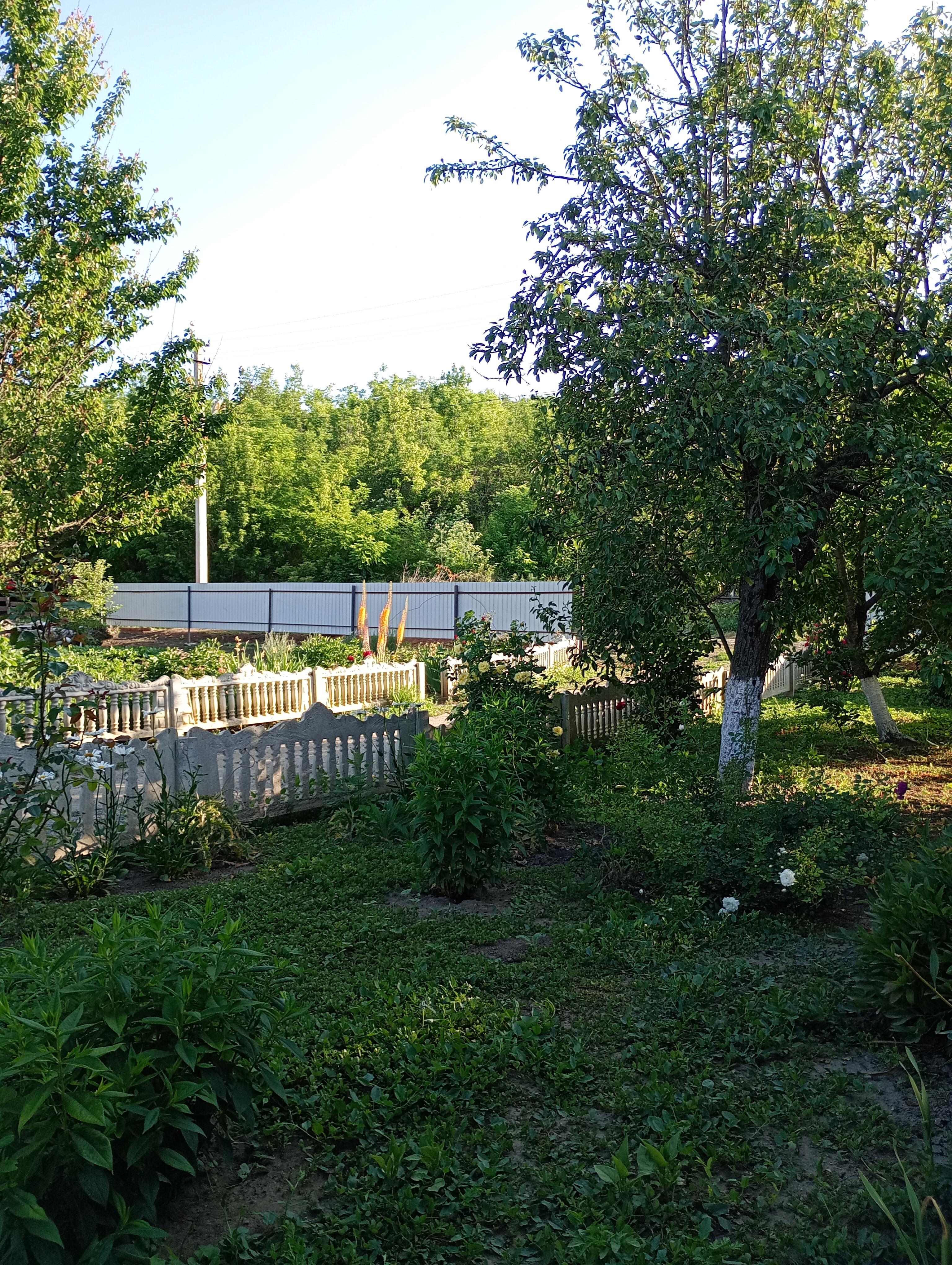
Красиві дерева і сад
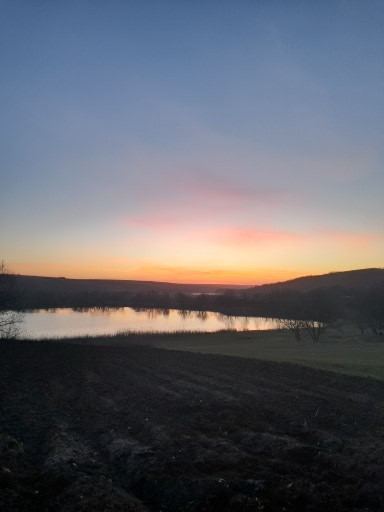
Pasytseli village landscape
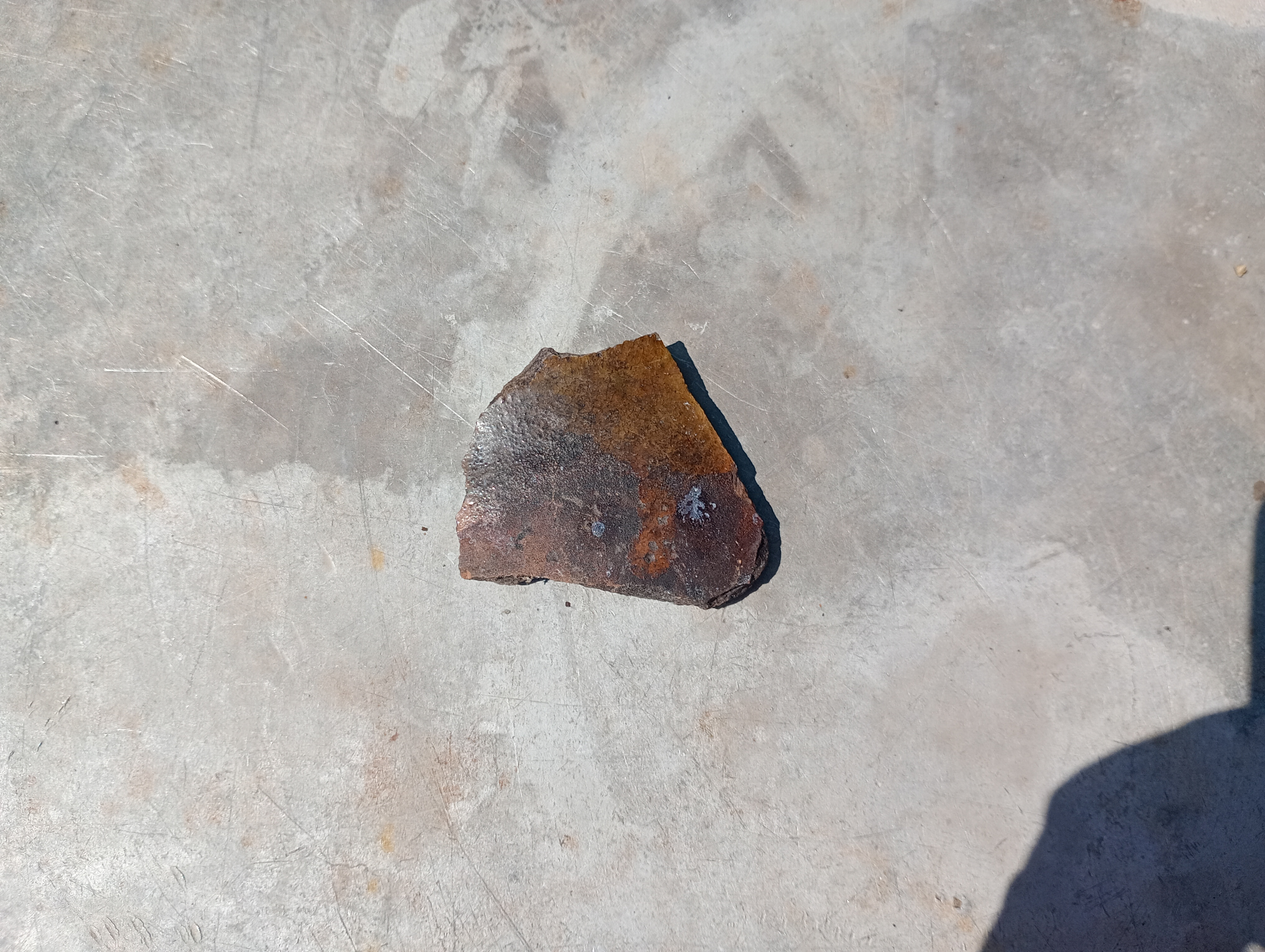
Шматки старовинних глечиків/посуду знайдені в селі Пасицели Балтської громади
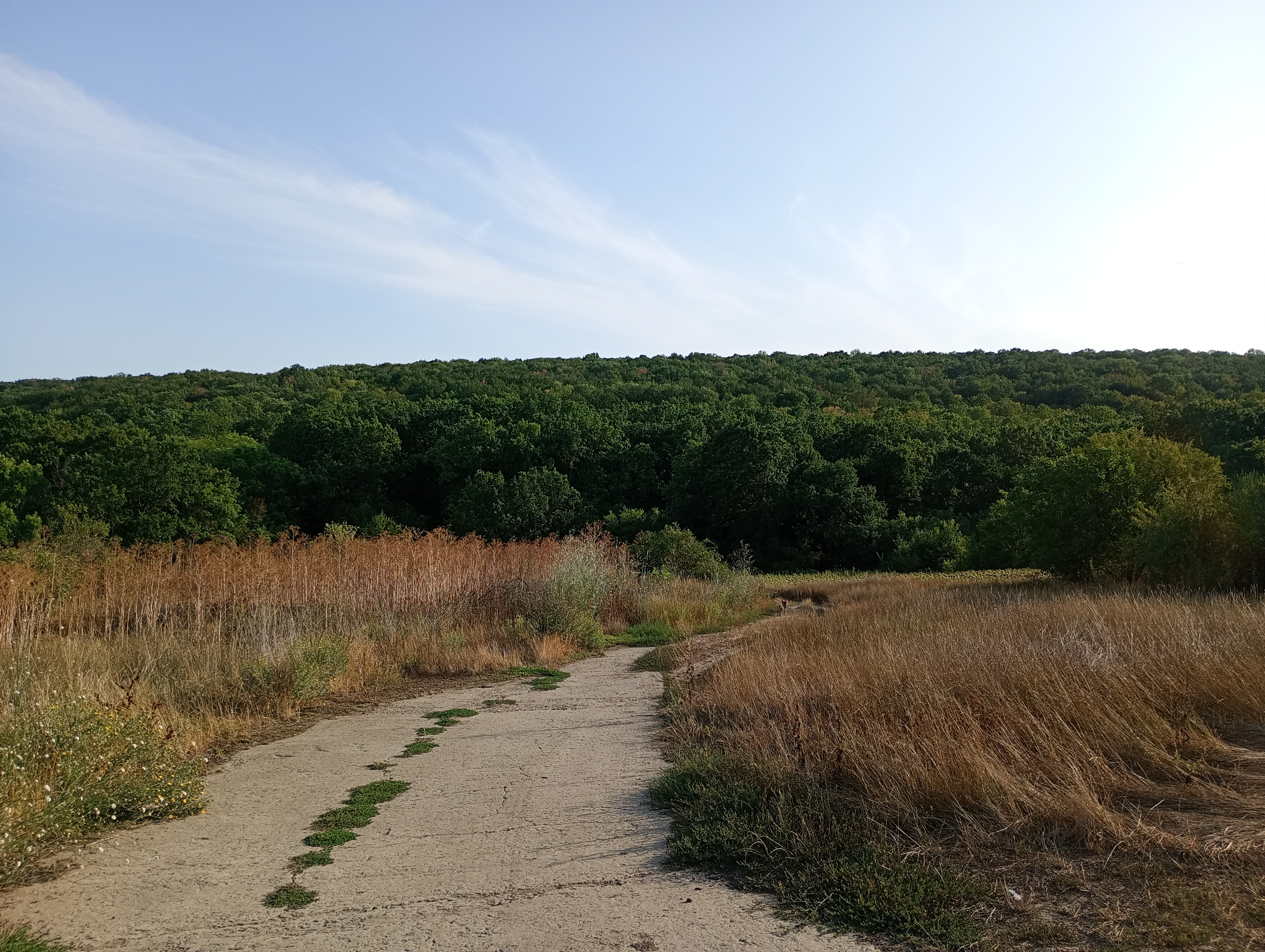
пейзаж лісу в селі Пасицели
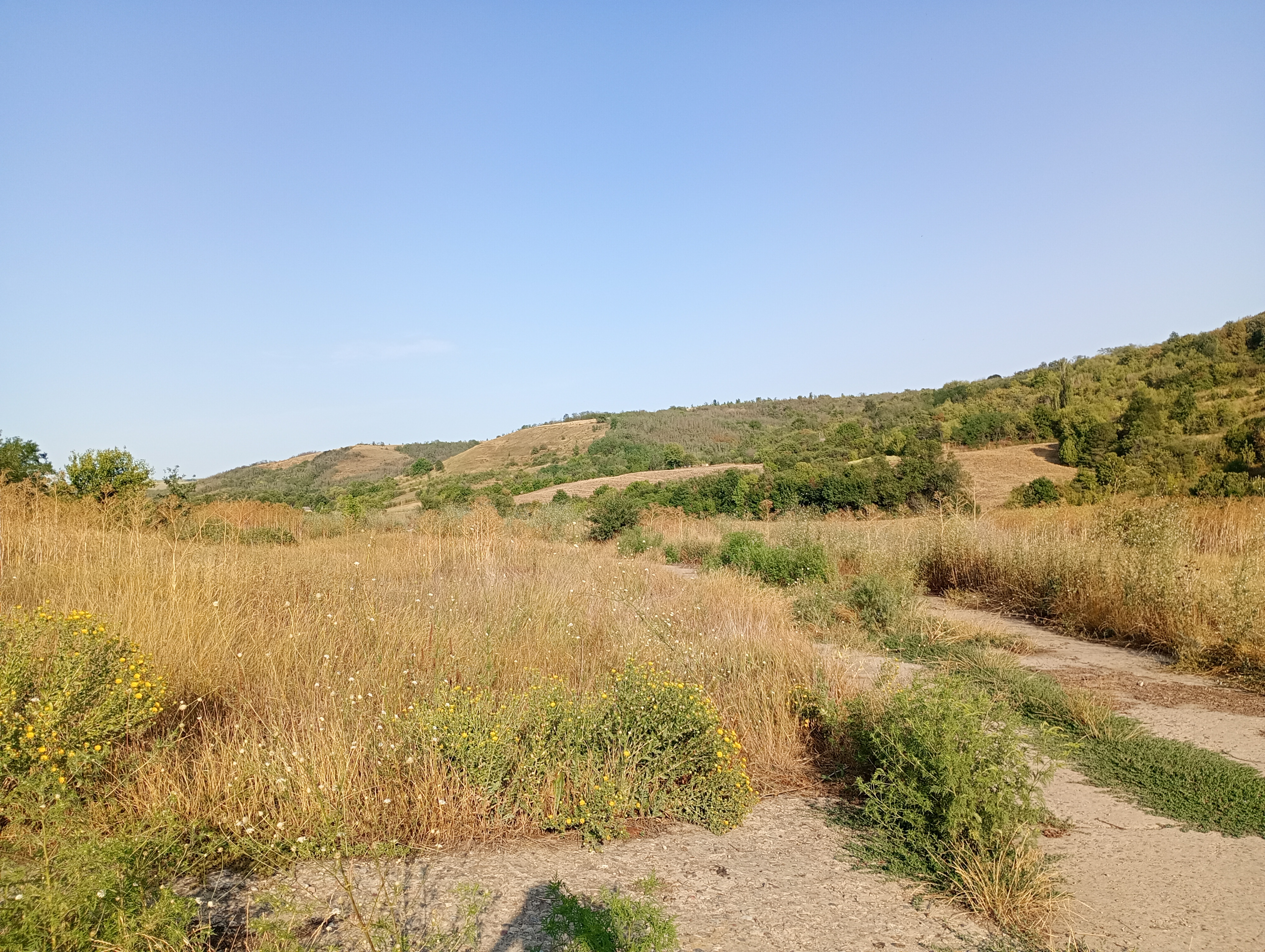
пейзаж гір в селі Пасицели

## Школи
В селі Пасицели працює Пасицелівська загальноосвітня школа І - ІІІ ступенів Балтської міської ради Одеської області 
Сайт ліцею
Openstreetmap

## Історія
Село засноване в першій половині XVIII століття селянами з Північного Поділля, а також вихідцями з Молдови.
За даними на 1859 рік у казеному селі Ананьївського повіту Херсонської губернії мешкало 1935 осіб (958 чоловічої статі та 977 — жіночої), налічувалось 343 дворових господарств, існувала православна церква та поштова станція.
Станом на 1886 рік у колишньому державному селі, центрі Пасицельської волості, мешкало 2727 осіб, налічувалось 514 дворів, існували православна церква та школа.
За 6 верст — поштова станція, залізнична станція, буфет, 2 лавки, торжок, склад спирту, щоденні базари.
За переписом 1897 року кількість мешканців зросла до 4484 осіб (2220 чоловічої статі та 2264 — жіночої), з яких 4416 — православної віри.
7 (20) листопада 1917 року, відповідно до Третього Універсалу Української Центральної Ради, увійшло до складу Української Народної Республіки.
Під час організованого радянською владою Голодомору 1932—1933 років померло щонайменше 40 жителів села.
01 липня 1967 року с. Малі Пасицели та с. Пасицели були об'єднані в одне село Пасицели.
21 вересня 2014 року у селі невідомі завалили пам'ятник Леніну.
12 червня 2020 року, відповідно до Розпорядження Кабінету Міністрів України від № 724-р «Про визначення адміністративних центрів та затвердження територій територіальних громад Одеської області», увійшло до складу Балтської міської територіальної громади.
19 липня 2020 року, в результаті адміністративно-територіальної реформи і ліквідації Балтського району, село увійшло до складу новоутвореного Подільського району.

## Населення
Згідно з переписом 1989 року населення села становило 1773 особи, з яких 719 чоловіків та 1054 жінки.
За переписом населення 2001 року в селі мешкали 1353 особи.

### Мова
Розподіл населення за рідною мовою за даними перепису 2001 року:
| Мова       | Відсоток |
| ---------- | -------- |
| українська | 94,3 %   |
| російська  | 2,7 %    |
| румунська  | 2,12 %   |
| білоруська | 0,15 %   |
| вірменська | 0,07 %   |
| гагаузька  | 0,07 %   |

## Визначні пам'ятки
Поблизу села виявлені поселення трипільської культури (III тисячоліття до РХ), епохи бронзи (II тисячоліття до РХ) і черняховськой культури (II—VI вв.).
Тут знаходиться місце, де стояв Високогорський Успенський чоловічий монастир, один з двох православних монастирів, що існували в т.з. Очаківській області. У XVIII столітті, при ігуменові Тимофії, обитель була розграбована і спалена гайдамаками. Місце колишнього монастиря так описується в книзі «Історико-хронологічний опис церков Єпархії Херсонською і Таврійською» (Одеса, 1848):
|  | "Церква при турках була найубогіша, плетневая, а потім інша, дерев'яна, яка після скасування передана в селище Понори, де і нині існує". "За монастирем було джерело з найсвіжішою водою, з якого можна б зробити відмінний фонтан. Нині це джерело зберігається у вигляді нечистого колодязя, у якому глибини, як кажуть, сажнів до семи"... "На місці монастиря Пасицельського є тепер одна хатина, де живе з Молдови поселенець, що займається тканієм полотна для селянського вживання, а більше ніяких будов немає". |

В даний час у селі існує Свято-Казанський храм.

## Відомі люди
Уродженцем Пасицел є український радянський письменник, лауреат Державної премії СРСР Степан Іванович Олійник.
Герої Радянського Союзу:
- Сорока Василь Ілларіонович (нар.16 березня 1905), нагороджено 29 червня 1945 року
- Чумак Павло Іванович (нар.10 травня 1925 року), нагороджено 10 квітня 1945 року.